# Ricky (musikalbum)
Ricky är Ricky Nelsons första studioalbum, utgivet oktober 1957.
Albumet nådde Billboard-listans 1:a plats och låg där i två veckor under januari 1958.

## Låtlista
Singelplacering i Billboard inom parentes. 
1. "Honeycomb" (Bob Merrill)
2. "Boppin' the Blues" (Carl Perkins)
3. "Be-Bop Baby" (Pearl Lendhurst) (#5)
4. "Have I Told You Lately That I Love You?" (Scotty Wiseman) (#29)
5. "Teenage Doll" (George Lendhurst/Pearl Lendhurst)
6. "If You Can't Rock Me" (Willie Jacobs)
7. "Whole Lotta Shakin' Goin' On" (Sunny David/Dave Williams)
8. "Baby I'm Sorry" (Kenneth Scott)
9. "Am I Blue?" (Harry Akst/Grant Clarke)
10. "I'm Confessin'" (Doc Dougherty/Ellis Reynolds/Al J. Neiburg)
11. "Your True Love" (Carl Perkins)
12. "True Love" (Cole Porter)
13. "Be-Bop Baby" (Pearl Lendhurst) (singelversion)
14. "Have I Told You Lately That I Love You" (Scotty Wiseman) (alternativ version)
15. "If You Can't Rock Me" (Willie Jacobs) (alternativ version)

13-15 är bonusspår på CD-utgåvan från 2001, då albumet återutgavs ihop med Ricky Nelson på en CD. 